# Orophea kostermansiana
Orophea kostermansiana är en kirimojaväxtart som beskrevs av Keßler. Orophea kostermansiana ingår i släktet Orophea och familjen kirimojaväxter. Inga underarter finns listade i Catalogue of Life.